# Cees Kammeijer
Cornelis Hendricus (Cees) Kammeijer (Den Haag, 25 oktober 1918 – 17 september 2005) was een Nederlands voetballer.

## Biografie
Cees Kammeijer was de zoon van Chris Kammeijer en Gouda Helena Berkemeijer. Hij trouwde op 22 juni 1943 met Johanna Alberdina Renses.
In 1931 werd hij adspirant-lid van de AFC Ajax. In 1933 verhuisde hij naar ADO. Op 16 februari 1936 maakte hij zijn debuut in kampioenschap tegen RCH.
Na een periode in ADO vertrok hij naar Be Quick. Hij speelde van 1950 tot 1953 bij GVAV. Van zijn debuut in het kampioenschap 19 februari 1950 tegen Achilles tot zijn laatste wedstrijd op 3 mei 1953 tegen Frisia speelde Kammeijer in totaal 56 wedstrijden en scoorde 8 doelpunten in het eerste elftal van GVAV.
Hij speelde in het Noord-Nederlands elftal, Nederlands militaire elftal, Nederlands Politie-elftal en in het voorlopige Nederlands elftal. Later was hij bestuurslid van FC Groningen.
Zijn vader Chris speelde voor het eerste elftal van Ajax.
Overleed op 17 september 2005 op 86-jarige leeftijd.

## Onderscheidingen
- Zilveren Medaille wegens Langdurige, Eerlijke en Trouwe Dienst[15]

## Statistieken
| Club  | Seizoen | Competitie | Competitie | Beker | Beker | Totaal | Totaal |
| Club  | Seizoen | Wed.       | Dlp.       | Wed.  | Dlp.  | Wed.   | Dlp.   |
| ----- | ------- | ---------- | ---------- | ----- | ----- | ------ | ------ |
| GVAV  | 1949/50 | 6          | 0          | 1     | 0     | 7      | 0      |
| GVAV  | 1950/51 | 18         | 3          | -     | -     | 18     | 3      |
| GVAV  | 1951/52 | 17         | 0          | -     | -     | 17     | 0      |
| GVAV  | 1952/53 | 15         | 5          | -     | -     | 15     | 5      |
| Total | Total   | 56         | 8          | 1     | 0     | 57     | 8      |